# 松村もりす
松村 もりす1983年12月28日 - ）は、日本の俳優。血液型A型。

## 略歴
東京都板橋区生まれ。富山大学を卒業。劇団青年座研究所33期卒。
主な出演作にシン・ゴジラ(2016),アルカナ(2013),許された子どもたち(2020)がある。

## 出演

### テレビドラマ
- 事件救命医〜IMATの奇跡〜(テレビ朝日)
- Oh,My Dad!!(フジテレビ)
- フジテレビ開局55周年スペシャルドラマ 森光子を生きた女(フジテレビ)
- SHARE(フジテレビ)
- ほっとけない魔女たち(東海テレビ・フジテレビ)
- ゴーストライター(フジテレビ)
- 64（ロクヨン）(NHK)
- 罪人の嘘(WOWOW)

### 映画
- アルカナ（監督：山口義高）
- 想いのこし（監督：平川雄一朗）
- シン・ゴジラ（総監督：庵野秀明）

### WEBドラマ
- 代償（hulu)
- ハング (BeeTV）